# Оренбургский комбикормовый завод
Оренбургский комбикормовый завод (ОренКЗ) — предприятие в городе Оренбурге, специализирующееся на производстве кормов для животных.

## История
Оренбургский комбикормовый завод был построен и запущен в 1932 году, в ходе выполнения первого пятилетнего плана развития народного хозяйства СССР. На заводе действовало два цеха — цех россыпных комбикормов и цех брикетированных комбикормов. Производственная мощность предприятия составляла 300 тонн продукции в сутки.
Во время Великой Отечественной войны завод производил брикетированный корм для лошадей Красной армии.
В 1950-е годы было закуплено новое производственное оборудование швейцарской фирмы MIAG. Мощность цеха россыпного комбикорма была увеличена до 650 тонн в сутки. В 1961 году было освоено производство гранулированного комбикорма. На 1966 год мощность предприятия составила 1100 тонн корма в сутки. В 1967 году завод был награждён орденом Трудового Красного Знамени.
В 1970-х годах мощность предприятия составила 1500 тонн в сутки.
В 1990-х годах в предприятие было преобразовано в акционерное общество. В 1999 году на предприятии было внедрено производство хлебной и макаронной муки мощностью 1000 тонн в сутки. В 2008 году было проведено техническое перевооружение предприятия. В 2014 году предприятие заняло 3 место в Российской Федерации среди производителей комбикорма.